# La Joya (Texas)
La Joya es una ciudad ubicada en el condado de Hidalgo en el estado estadounidense de Texas. En el Censo de 2010 tenía una población de 3.985 habitantes y una densidad poblacional de 351,12 personas por km².

## Geografía
La Joya se encuentra ubicada en las coordenadas 26°15′2″N 98°28′10″O / 26.25056, -98.46944. Según la Oficina del Censo de los Estados Unidos, La Joya tiene una superficie total de 11.35 km², de la cual 10.89 km² corresponden a tierra firme y (4.04%) 0.46 km² es agua.

## Demografía
Según el censo de 2010, había 3.985 personas residiendo en La Joya. La densidad de población era de 351,12 hab./km². De los 3.985 habitantes, La Joya estaba compuesto por el 98.75% blancos, el 0.13% eran afroamericanos, el 0.25% eran amerindios, el 0.05% eran asiáticos, el 0% eran isleños del Pacífico, el 0.68% eran de otras razas y el 0.15% pertenecían a dos o más razas. Del total de la población el 97.59% eran hispanos o latinos de cualquier raza.

## Educación
El Distrito Escolar Independiente de La Joya gestiona escuelas públicas que sirven a la ciudad. Las escuelas son: la Escuela Primaria Tabasco, la Escuela Secundaria Lorenzo de Zavala, y la Escuela Preparatoria La Joya.